# Дударевское сельское поселение
Дударевское сельское поселение — муниципальное образование в Шолоховском районе Ростовской области.
Административный центр поселения — хутор Дударевский.

## Административное устройство
В состав Дударевского сельского поселения входят:
- хутор Дударевский;
- хутор Кривской;
- хутор Лосевский.

## Население
| 2010 | 2012 | 2013 | 2014 | 2015 | 2016 | 2017 |
| ---- | ---- | ---- | ---- | ---- | ---- | ---- |
| 971  | ↘964 | ↘931 | ↘921 | ↘884 | ↘880 | ↘858 |
| 2018 | 2019 | 2020 | 2021 |      |      |      |
| ↘826 | ↘804 | ↘777 | ↘768 |      |      |      |